# Pia Johansson (jurist)
Pia Johansson, född 1957, är en svensk jurist som var lagman i Blekinge tingsrätt från 2003 till 2013 samt i Halmstads tingsrätt från 2013.
Johansson utnämndes den 4 juni 1998 till hovrättsråd i hovrätten över Skåne och Blekinge efter att innan dess ha varit rådman i Hässleholms tingsrätt. Hon utnämndes den 20 november 2003 till lagman i Blekinge tingsrätt och till lagman i Halmstads tingsrätt 13 juni 2013.